# Repbäcken
Repbäcken – miejscowość (tätort) w Szwecji, w regionie administracyjnym (län) Dalarna, w gminie Borlänge.
Według danych Szwedzkiego Urzędu Statystycznego liczba ludności wyniosła: 233 (31 grudnia 2015), 241 (31 grudnia 2018) i 238 (31 grudnia 2019).